# Calamotropha lattini
Calamotropha lattini là một loài bướm đêm trong họ Crambidae.